# Dominique Pinon
Dominique Pinon (Saumur, 4 maart 1955) is een Frans acteur. Hij speelde in acht films van Jean-Pierre Jeunet; onder andere een hoofdrol in Delicatessen (1991) en een bijrol in Le Fabuleux Destin d'Amélie Poulain (2001).
Daarnaast speelde hij in diverse Franse en Britse films, en in toneelvoorstellingen.
Pinon speelde in Amélie naast hoofdrolspeler Audrey Tautou en deed dit drie jaar later opnieuw in Un long dimanche de fiançailles. Hij had eveneens rollen in onder meer Alien: Resurrection, La leggenda del santo bevitore, La cité des enfants perdus en The Oxford Murders.
Daarnaast speelde Pinon een dealer in Jean-Jacques Beineix' film 37°2 le Matin (alias Betty Blue), in Britse films en in Franse theaters. In het najaar van 2023 was hij te zien als het personage Antoine in de televisieserie The Walking Dead: Daryl Dixon.